# 岩手県道131号小岩井停車場線
岩手県道131号小岩井停車場線（いわてけんどう131ごう こいわいていしゃじょうせん）は、岩手県岩手郡雫石町と滝沢市を通る岩手県の一般県道である。

## 概要
田沢湖線小岩井駅から国道46号に至る路線である。途中で接続する岩手県道219号網張温泉線と一体となり、盛岡市方面から小岩井農場・網張方面へ向かう経路で利用できる。

### 路線データ
- 起点：小岩井停車場（小岩井駅）（滝沢市大釜風林）
- 終点：雫石町板橋（盛岡市境界・繋十文字交差点、国道46号・岩手県道258号繋温泉線交点）

## 地理

### 通過する自治体
- 岩手県
  - 岩手郡
    - 雫石町

  - 滝沢市

### 交差する道路
- 岩手県道219号網張温泉線（雫石町丸谷地）
- 国道46号・岩手県道258号繋温泉線（雫石町板橋、終点）

### 沿線の施設など
- JR小岩井駅